# Brána (geomorfologie)
Brána je geomorfologický tvar reliéfu, typicky sníženina mezi horskými pásmy propojující dvě údolí nebo kotliny. Na rozdíl od kaňonu či průlomu je formována primárně tektonicky (často příkopová propadlina), případně glaciálně, a nemusí být ani protékána jedním tokem. Brány mívají obecně velký dopravní a strategický význam, protože poskytují pohodlný koridor mezi oblastmi jinak oddělenými hůře prostupným pohořím.

## Příklady

### Česko
- Moravská brána
- Vyškovská brána

Tzv. „Brána Čech“ (Porta Bohemica) je z geologického a geomorfologického hlediska spíše průlomem než branou.

### Svět
- Burgundská brána – ve Francii mezi Vogézami a Jurou, spojuje povodí Rýna a Rhôny
- Džungarská brána – na pomezí Číny a Kazachstánu
- Karnuntská brána – v Rakousku mezi Alpami a Karpaty, spojuje Vídeňskou pánev a Malou dunajskou nížinu
- Postojenská brána – ve Slovinsku mezi Alpami a Dinaridy, spojuje údolí Sávy a přímoří Jadranu
- Přemyšlská brána – na pomezí Polska a Ukrajiny, spojuje povodí Visly a Dněstru